# LauncherOne

Схема ракеты-носителя LauncherOne

LauncherOne — ракета-носитель (РН) воздушного старта, созданная компанией Virgin Orbit (входит в корпорацию Virgin Galactic).
Разрабатывалась с 2007 года, предназначена для запуска малых спутников и способна выводить до 300 кг полезной нагрузки на солнечно-синхронную орбиту, после воздушного старта с самолёта-носителя Cosmic Girl на большой высоте.
Первый успешный запуск был произведён в январе 2021 года.

## История
Несколько коммерческих клиентов заключили контракт на запуск в 2012 году, в том числе GeoOptics, Skybox Imaging, Spaceflight Services и Planetary Resources.
Тогда же компании Surrey Satellite Technology и Sierra Nevada Space Systems разрабатывают космические платформы, дорабатывая конструкцию LauncherOne.

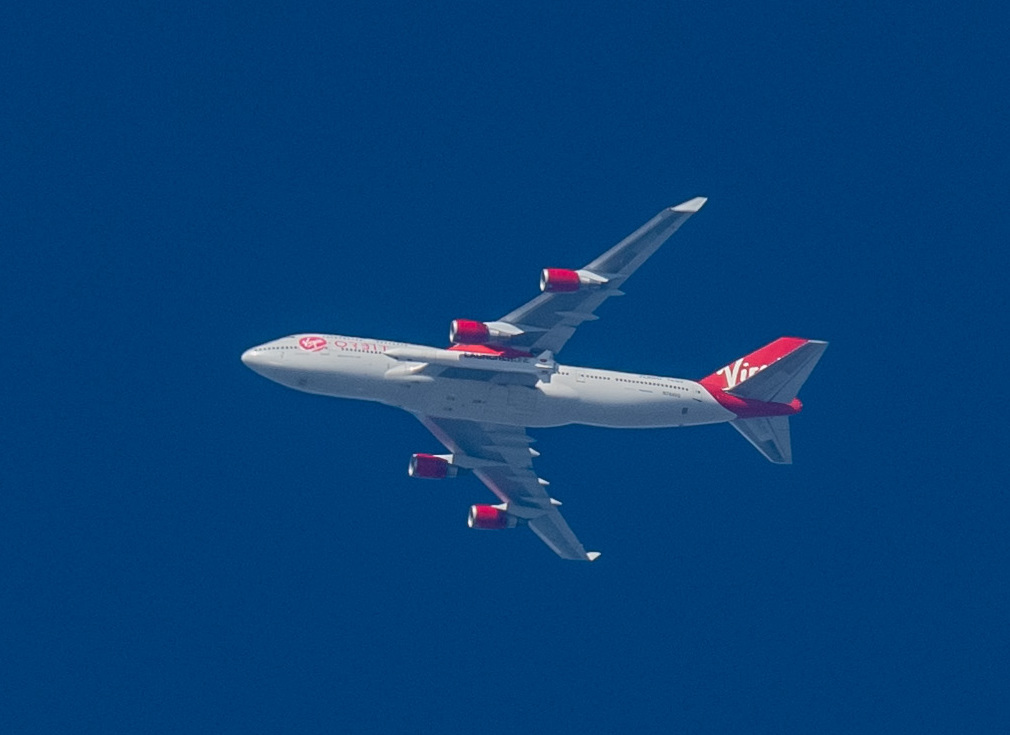
Ракета-носитель LauncherOne крепится под левым крылом материнского самолёта Cosmic Girl

В марте 2015 году компания Virgin Galactic сообщила, что собирается начать испытательные полеты LauncherOne к концу 2016 года.
25 июня 2015 Virgin Galactic подписала договор с OneWeb Ltd. на 39 запусков спутников группировки OneWeb с опционом на дополнительные 100 запусков.
В декабре 2015 года Virgin Galactic объявил о смене самолёта для подъёма ракет; планируется использовать Boeing 747-400. Подготовку самолётов для этого планируется завершить в 2016 году, с последующими орбитальными испытательными запусками ракет в 2017 году.
Испытательным полигоном для первых запусков в космос спутников с самолёта был выбран аэропорт города Оита в Японии (остров Косю)
25 мая 2020 года состоялась дебютная попытка орбитального запуска ракеты-носителя LauncherOne. Модифицированный самолёт Boeing 747-400 (собственное имя «Cosmic Girl») с ракетой на борту стартовал с аэрокосмического центра Мохаве в штате Калифорния в 18:56 UTC. После 54-минутного полёта, в 19:50 UTC, самолёт сбросил ракету-носитель в намеченной зоне запуска, возле островов Чаннел. Двигатель первой ступени (единственный) NewtonThree был запущен и работал в течение нескольких секунд, но последовавшая полётная аномалия привела к его незапланированному отключению.
18 января 2021 года Virgin Orbit впервые вывела ракетой-носителем LauncherOne, которую сбросили с материнского самолёта Boeing 747-400 «Cosmic Girl» над Тихим океаном, в космос на околоземную орбиту высотой 500 км 10 микроспутников CubeSat. Это была первая полностью работающая на жидком топливе ракета воздушного базирования, вышедшая на орбиту.
30 июня 2021 года в 14:47 UTC проведён первый эксплуатационный пуск РН LauncherOne Flight Three («Tubular Bells Part One») — выведены 7 спутников на орбиту примерно 510 км с углом наклона 60 ° вокруг Земли. Спутники принадлежат различным заказчикам Virgin Orbit, включая Министерство обороны США, польский стартап SatRevolution и Королевские ВВС Нидерландов. Самолёт Boeing 747-400 «Cosmic Girl» стартовал с воздушного и космического порта Мохаве в Калифорнии (США). На высоте около 35 000 футов над Тихим океаном Cosmic Girl выпустил LauncherOne из-под левого крыла. Через четыре секунды LauncherOne включил двигатель первой ступени NewtonThree на 3 минуты, обеспечив ракету тягой около 330 кН. На высоте между 500 и 1100 км над поверхностью Земли вторая ступень отделилась от первой, после чего на 6 минут был запущен двигатель второй ступени NewtonFour, обеспечивший вывод полезной нагрузки на заданную орбиту. Это была первая миссия Virgin Orbit, которую транслировали публично.